# Драфт НБА 1958
Драфт НБА 1958 року відбувся 22 квітня. 8 команд Національної баскетбольної асоціації (НБА) по черзі вибирали найкращих випускників коледжів. В кожному з раундів команди могли вибирати гравців у зворотньому порядку до свого співвідношення перемог до поразок у сезоні 1957–1958. Драфт складався з 17-ти раундів, на яких вибирали 88 гравців.

## Нотатки щодо виборів на драфті і кар'єр деяких гравців
Міннеаполіс Лейкерс під першим номером вибрали Елгіна Бейлора з Університету Сіетла. У своєму першому сезоні Бейлор виграв звання новачка року. Перед драфтом Філадельфія Ворріорз вибрала Гая Роджерса з Університету Темпла як свій територіальний вибір. Двоє гравців з цього драфту, Елгін Бейлор і Гал Грір, введені до Зали слави. Філадельфія Ворріорз у третьому раунді вибрала Френка Говарда з Університету Огайо Стейт, але він вибрав професійну кар'єру бейсболіста й провів 16 успішних сезонів у Major League Baseball (MLB).

## Драфт

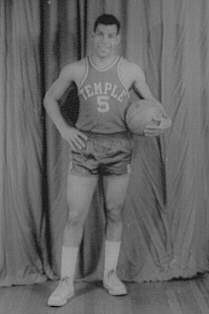
Філадельфія Ворріорз обрала Гая Роджерса як свій територіальний вибір.

| Поз.    | G        | F       | C         |
| Позиція | Захисник | Форвард | Центровий |

| ^ | Позначає гравців, обраних у Баскетбольну залу слави Нейсміта                     |
| + | Позначає гравців, які взяли участь принаймні в одній грі матчу всіх зірок НБА    |
| # | Позначає гравців, які жодного разу не грали в регулярному сезоні НБА або плей-оф |

| Раунд | Вибір | Гравець        | Позиція | Громадянство | Команда НБА                    | College           |
| ----- | ----- | -------------- | ------- | ------------ | ------------------------------ | ----------------- |
| T     | –     | Гай Роджерс^   | G       | США          | Філадельфія Ворріорз           | Темпл             |
| 1     | 1     | Елгін Бейлор^  | F       | США          | Міннеаполіс Лейкерс            | Сіетл             |
| 1     | 2     | Арчі Діс       | F/C     | США          | Цинциннаті Роялз               | Індіана           |
| 1     | 3     | Майк Фармер    | F       | США          | Нью-Йорк Нікс (від Детройт)[a] | Сан-Франциско     |
| 1     | 4     | Піт Бреннан    | F       | США          | Нью-Йорк Нікс                  | Північна Кароліна |
| 1     | 5     | Конні Діркінг  | F/C     | США          | Сірак'юс Нешиналз              | Цинциннаті        |
| 1     | 6     | Дейв Гембі     | F       | США          | Сент-Луїс Гокс                 | Орегон Стейт      |
| 1     | 7     | Бенні Свейн    | F       | США          | Бостон Селтікс                 | Південний Техас   |
| 2     | 8     | Стів Гамільтон | F/C     | США          | Міннеаполіс Лейкерс            | Моргід Стейт      |
| 2     | 9     | Вернон Гаттон  | G       | США          | Цинциннаті Роялз               | Кентуккі          |
| 2     | 10    | Барні Кейбл    | F       | США          | Детройт Пістонс                | Бредлі            |
| 2     | 11    | Джо Квіг#      | F/C     | США          | Нью-Йорк Нікс                  | Північна Кароліна |
| 2     | 12    | Ллойд Шаррар#  | C       | США          | Філадельфія Ворріорз           | Вест Вірджинія    |
| 2     | 13    | Гал Грір^      | G/F     | США          | Сірак'юс Нешиналз              | Маршалл           |
| 2     | 14    | Габ Рід        | F/C     | США          | Сент-Луїс Гокс                 | Оклахома Сіті     |
| 2     | 15    | Джиммі Сміт#   | F       | США          | Бостон Селтікс                 | Franciscan        |

## Інші вибори
Цих гравців на драфті НБА 1985 вибрали після другого раунду, але вони зіграли в НБА принаймні одну гру.
| Раунд | Вибір | Гравець         | Позиція | Громадянство | Команда НБА          | Колледж           |
| ----- | ----- | --------------- | ------- | ------------ | -------------------- | ----------------- |
| 3     | 16    | Бу Елліс        | F       | США          | Міннеаполіс Лейкерс  | Ніагара           |
| 3     | 17    | Бакі Бокгорн    | G       | США          | Цинциннаті Роялз     | Дейтон            |
| 3     | 22    | Вейн Ембрі+     | F/C     | США          | Сент-Луїс Гокс       | Маямі (OH)        |
| 4     | 27    | Джонні Кокс     | G       | США          | Нью-Йорк Нікс        | Кентуккі          |
| 4     | 29    | Томмі Кірнс     | G       | США          | Сірак'юс Нешиналз    | Північна Кароліна |
| 5     | 36    | Дон Ол+         | G       | США          | Філадельфія Ворріорз | Іллінойс          |
| 6     | 42    | Шеллі Макміллон | F       | США          | Детройт Пістонс      | Бредлі            |
| 7     | 49    | Вейн Стівенс    | F       | США          | Цинциннаті Роялз     | Цинциннаті        |
| 9     | 64    | Ларрі Стевермен | F       | США          | Цинциннаті Роялз     | Вілла Мадонна     |
| 10    | 70    | Джек Парр       | C       | США          | Цинциннаті Роялз     | Канзас Стейт      |
| 12    | 81    | Джо Бакгалтер   | F       | США          | Сент-Луїс Гокс       | Теннессі Стейт    |
| 15    | 85    | Едріан Сміт+    | G       | США          | Цинциннаті Роялз     | Кентуккі          |

## Обміни
- a  Перед драфтом Нью-Йорк Нікс придбали драфт-пік Детройт Пістонс у першому раунді, який вони використали, щоб придбати Майка Фармера з Пістонс, в обмін на Діка Макгвайра.[5][6]